# Torcenay
Torcenay település Franciaországban, Haute-Marne megyében. Lakosainak száma 553 fő (2022. január 1.). Torcenay Champsevraine, Chalindrey, Chaudenay, Culmont, Haute-Amance és Les Loges községekkel határos.

## Népesség
A település népessége az elmúlt években az alábbi módon változott:
| Lakosok száma | 507  | 548  | 590  | 510  | 559  | 553  | 551  | 554  | 554  | 553  |
|               | 1968 | 1982 | 1990 | 2006 | 2013 | 2015 | 2017 | 2019 | 2020 | 2022 |